# Primera División (Chile) 1973
Die Primera División 1973, auch unter dem Namen 1973 Campeonato Nacional de Fútbol Profesional bekannt, war die 41. Saison der Primera División, der höchsten Spielklasse im Fußball in Chile.
Die Meisterschaft gewann das Team von Unión Española, das sich damit für die Copa Libertadores 1974 qualifizierte. Es war der dritte Meisterschaftstitel für den Klub. Zudem qualifizierte sich auch der Vizemeister CSD Colo-Colo für die Copa Libertadores. Tabellenletzter ist Universidad Católica, das somit in die zweite Liga abstieg.

## Modus
Die 18 Teams spielen jeder gegen jeden mit Hin- und Rückspiel. Meister ist die Mannschaft mit den meisten Punkten und qualifiziert sich für die Copa Libertadores. Der Vizemeister nimmt ebenfalls an der Copa Libertadores teil. Bei Punktgleichheit entscheidet ein Entscheidungsspiel um die bessere Position, wenn es um die Meisterschaft, die Qualifikation zur Copa Libertadores oder um den Klassenerhalt geht. In den anderen Fällen entscheidet das Torverhältnis. Der Tabellenletzte steigt in die zweite Liga ab.

## Teilnehmer
Für Absteiger Everton spielt Zweitligameister CD Palestino in dieser Primera División-Saison. Folgende Vereine nahmen daher an der Meisterschaft 1973 teil:
| Mannschaft            | Stadt             |
| --------------------- | ----------------- |
| Antofagasta Portuario | Antofagasta       |
| CSD Colo-Colo         | Santiago de Chile |
| Deportes Concepción   | Concepción        |
| Deportes La Serena    | La Serena         |
| Green Cross Temuco    | Temuco            |
| CD Huachipato         | Talcahuano        |
| Lota Schwager         | Coronel           |
| CD Magallanes         | Santiago de Chile |
| Naval de Talcahuano   | Talcahuano        |
| CD O’Higgins          | Rancagua          |
| CD Palestino          | Santiago de Chile |
| Rangers de Talca      | Talca             |
| Unión San Felipe      | San Felipe        |
| Santiago Wanderers    | Valparaíso        |
| Unión Española        | Santiago de Chile |
| Unión La Calera       | La Calera         |
| Universidad Católica  | Santiago de Chile |
| Universidad de Chile  | Santiago de Chile |

## Tabelle
| Pl.                       | Verein                | Sp. | S  | U  | N  | Tore    | Diff. | Punkte |
| ------------------------- | --------------------- | --- | -- | -- | -- | ------- | ----- | ------ |
| 1.                        | Unión Española        | 34  | 22 | 11 | 1  | 072:350 | +37   | 55     |
| 2.                        | CSD Colo-Colo (M)     | 34  | 18 | 11 | 5  | 063:430 | +20   | 47     |
| 3.                        | CD Huachipato         | 34  | 17 | 9  | 8  | 052:280 | +24   | 43     |
| 4.                        | CD O’Higgins          | 34  | 14 | 15 | 5  | 050:330 | +17   | 43     |
| 5.                        | Deportes Concepción   | 34  | 14 | 9  | 11 | 049:350 | +14   | 37     |
| 6.                        | CD Magallanes         | 34  | 12 | 13 | 9  | 051:440 | +7    | 37     |
| 7.                        | Green Cross Temuco    | 34  | 15 | 7  | 12 | 047:450 | +2    | 37     |
| 8.                        | Deportes La Serena    | 34  | 13 | 10 | 11 | 043:330 | +10   | 36     |
| 9.                        | Antofagasta Portuario | 34  | 12 | 10 | 12 | 047:460 | +1    | 34     |
| 10.                       | Unión La Calera       | 34  | 14 | 6  | 14 | 038:460 | −8    | 34     |
| 11.                       | Rangers de Talca      | 34  | 11 | 7  | 16 | 051:570 | −6    | 29     |
| 12.                       | Santiago Wanderers    | 34  | 10 | 9  | 15 | 050:610 | −11   | 29     |
| 13.                       | Universidad de Chile  | 34  | 10 | 8  | 16 | 054:640 | −10   | 28     |
| 14.                       | Lota Schwager         | 34  | 8  | 11 | 15 | 034:410 | −7    | 27     |
| 15.                       | CD Palestino (N)      | 34  | 8  | 10 | 16 | 037:580 | −21   | 26     |
| 16.                       | Naval de Talcahuano   | 34  | 7  | 11 | 16 | 030:530 | −23   | 25     |
| 17.                       | Unión San Felipe      | 34  | 10 | 4  | 20 | 045:720 | −27   | 24     |
| 18.                       | Universidad Católica  | 34  | 5  | 11 | 18 | 043:620 | −19   | 21     |
| Quelle: , Stand: Endstand |                       |     |    |    |    |         |       |        |

| (M) | Vorjahresmeister |
| (N) | Aufsteiger       |

## Beste Torschützen
| Rang | Spieler              | Klub                 | Tore |
| ---- | -------------------- | -------------------- | ---- |
| 1    | Guillermo Yávar      | Unión Española       | 21   |
| 2    | Manuel García        | Rangers de Talca     | 18   |
|      | Juan Carlos Orellana | Green Cross Temuco   | 18   |
|      | Rogelio Farías       | Universidad de Chile | 18   |
| 5    | Alejandro Trujillo   | Unión Española       | 16   |
| 6    | Francisco Valdés     | CSD Colo-Colo        | 13   |